# Écume de mer (mer)
Pour le minéral, voir Écume de mer (minéral).

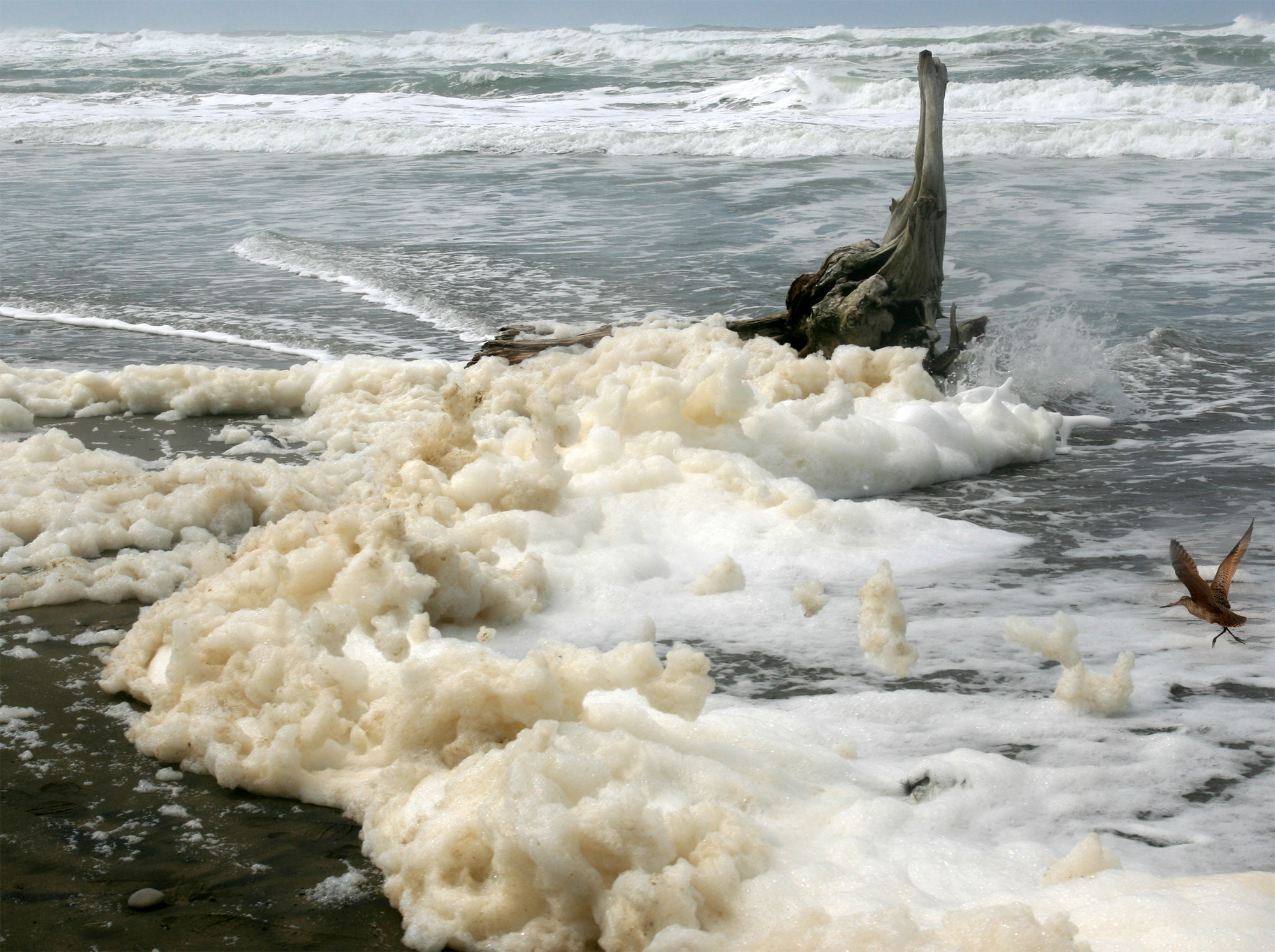
Écume de mer à Ocean Beach, San Francisco.

L’écume de mer est une mousse d'eau de mer provoquée par un vent violent qui recouvre temporairement des zones de l'estran, voire déborde jusqu'à quelques centaines de mètres sur le continent. Elle correspond à une dispersion de matière organique formée, au gré du roulement des vagues et du déferlement du vent, de bulles d'air et d'un biofilm composé d'algues, de plancton et de bactéries. La mousse formée par le brassage de l'eau est stabilisée par des tensioactifs issus de débris organiques provenant de pollutions ou de pullulations de certaines espèces planctoniques produisant des excrétats mucilagineux. Ces tensioactifs expliquent les moutons durables (crêtes mousseuses au sommet des vagues) ou les montagnes de mousse.
Les moutons ordinaires (non durables) sont des formations de mousse d'eau de mer (donc d'écume) provoquées par le déferlement des vagues en mer (loin de la côte). Lorsque la cambrure des vagues est trop élevée, la partie supérieure se détache et l'eau en déferlant crée la mousse. L'absence de tensioactifs dans ces moutons les rend non durables (ils disparaissent en quelques secondes). Ces moutons non durables, appelés simplement moutons par les marins leur servent à l'appréciation du vent et de l'état de la mer (voir Échelle de Beaufort).

## Mécanisme de formation

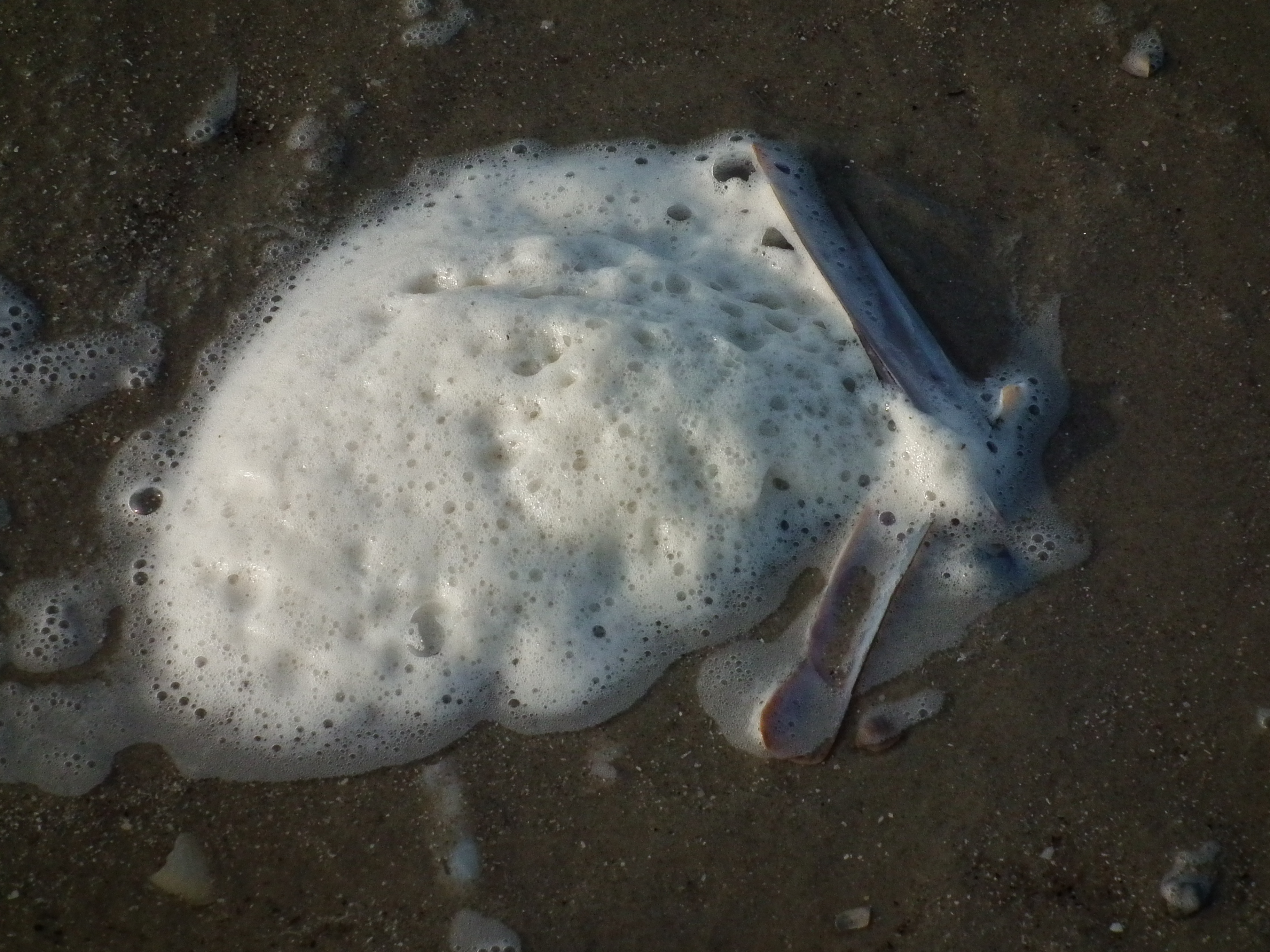
Reste d'écume de mer sur une plage

Pour que de l'écume de mer se forme, il faut un vent violent et une mer très agitée ; sa formation est facilitée par la présence de la matière organique (du phytoplancton, principalement des micro-algues du genre phaeocystis qui, quand elles se multiplient, forment des substances mucilagineuses).
En bordure des côtes, une forte tempête suffit à la formation temporaire d'écume de mer : lorsque l'eau de mer heurte violemment les rochers, ou tout autre obstacle du littoral, elle est violemment agitée, ce qui provoque l'apparition de fines bulles d'air. Ces bulles contiennent également d'autres éléments : de l'eau, du sel, des particules organiques en suspension (protéines, enzymes), des déchets divers de taille microscopique, qui facilitent la formation d'écume de mer.

## Exemples

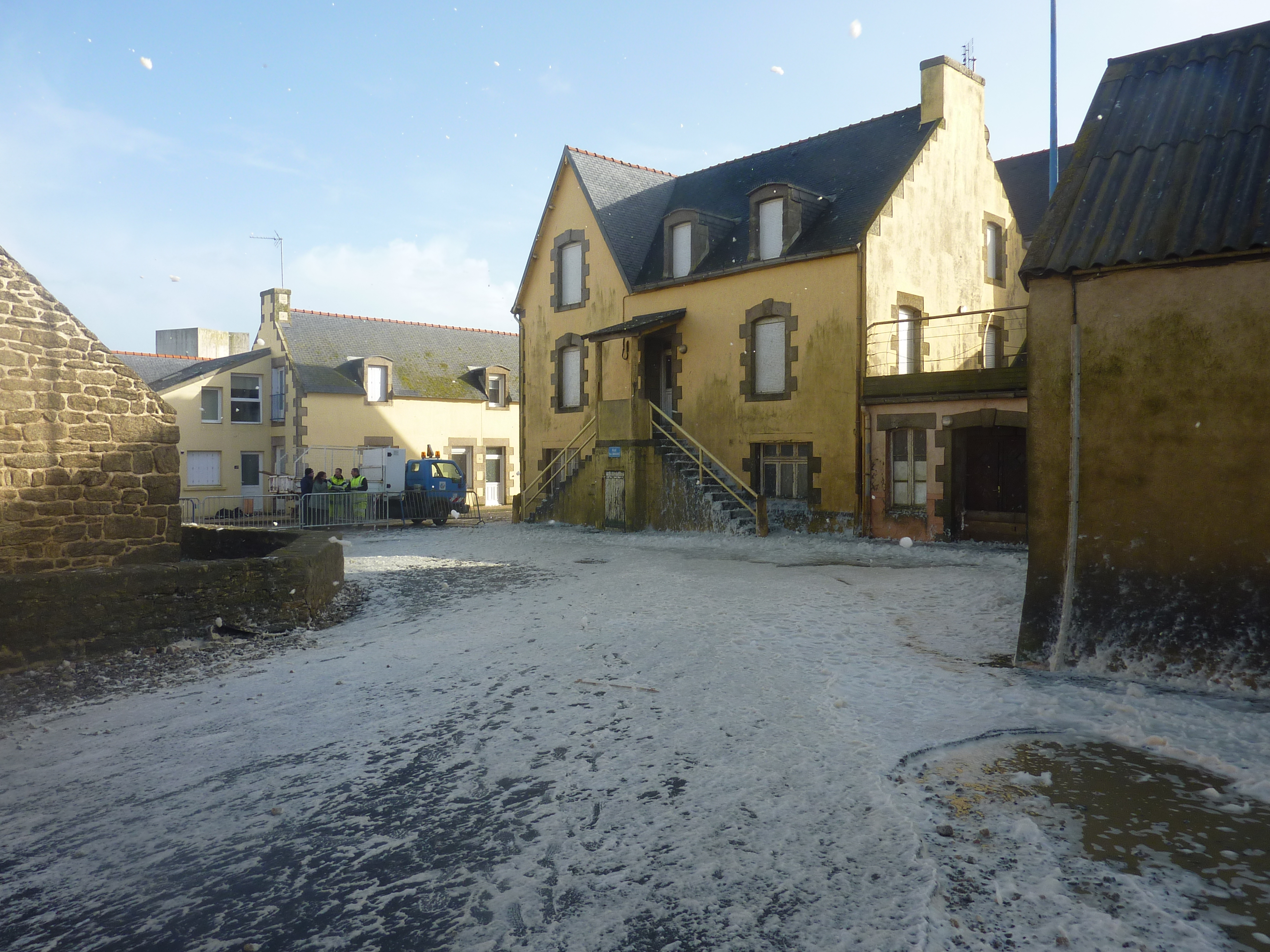
À Saint-Guénolé (Penmarc'h), l'écume de mer a envahi les rues du port après la tempête du 5 février 2014.

Le 28 janvier 2013, une énorme écume de mer, allant jusqu'à trois mètres de hauteur, a recouvert Mooloolaba, petite cité balnéaire de la côte est de l’Australie. Ce phénomène naturel rare a été provoqué par les vents violents générés par le cyclone tropical Oswald.

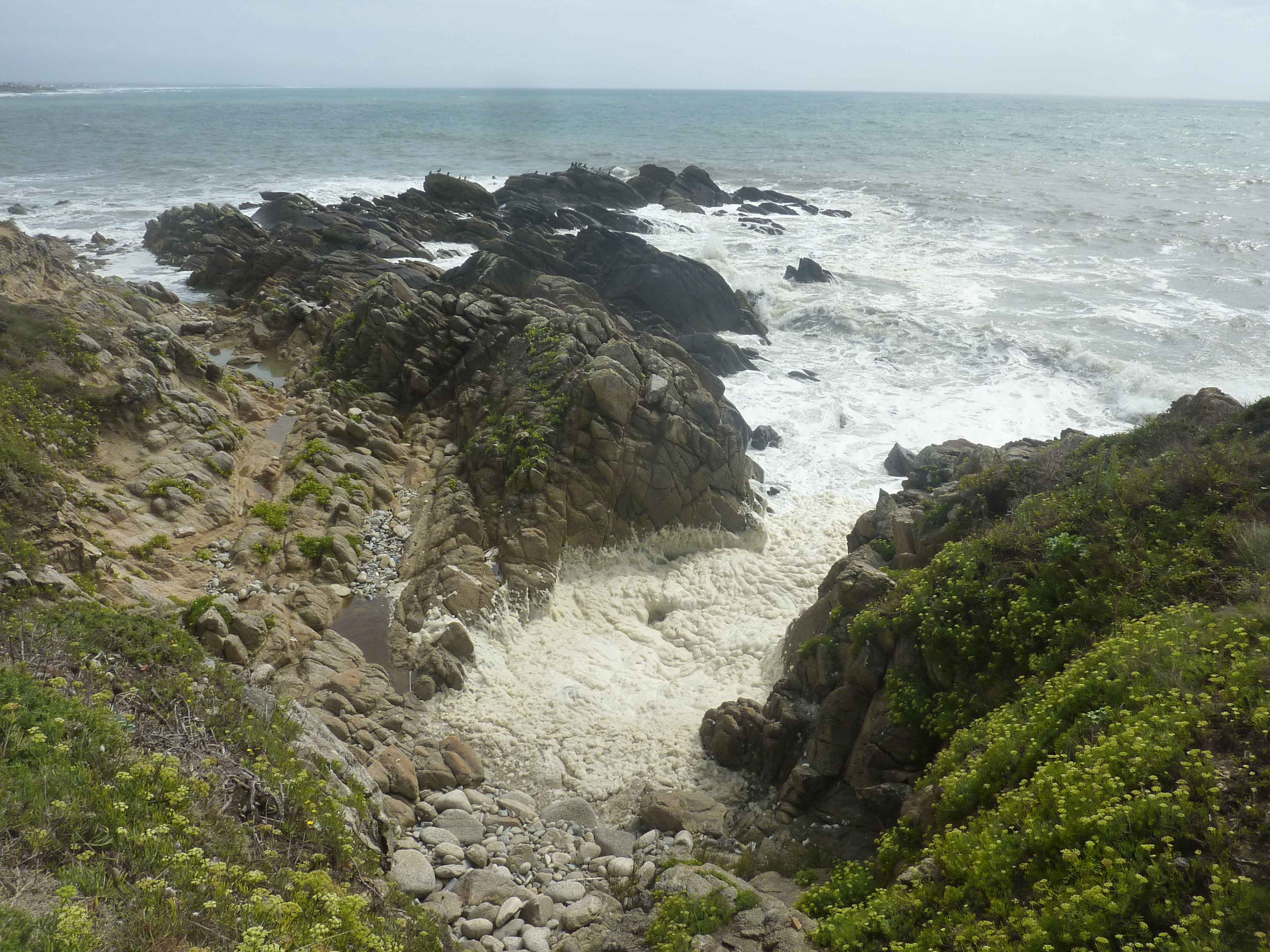
Écume de mer dans les falaises entre Pors Poulhan et Menez Dregan à Plouhinec (Finistère).